# 양자설
양자설(養子說, Adoptionism) 또는 역동적 단일신론(力動的單一神論, dynamic monarchianism)은 초기 기독교의 반삼위일체적 교리이자 종파의 하나로, 예수가 세례자 요한에 의한 세례, 부활 또는 승천 시에 신의 아들로서 받아들임(입양)을 받았다고 주장하였다. 양자론이라고도 한다.

## 개요
살라미스의 에피파니오스에 따르면, 예수가 양자로 선택된 것은 그리스도에 관한 하나님의 뜻을 향한 무고한(sinless) 헌신 때문이다. 세력론(뒤나미스)적 단일신론주의이며, 그리스도 상인론(그리스도인간설)도 이에 포함된다.
기독교의 정통 교의(아버지·아들·성령은 삼위일체라고 한다)에 반하여 이단으로 간주된다.
그리스도의 신성을 강조하는 양태론(modalism·사벨리우스주의)도 단일신론의 하나지만 양자론과는 정반대의 입장에 선다.

## 2세기에비온파
유대 기독교의 일부로서 스스로를 가난한 자(에비온)라고 칭한 일파의 설. 에비온파는 토라를 지키고 금욕적이었다고 여겨지는데 3~4세기에는 소멸했다. 예수는 나자렛의 요셉과 예수의 어머니 마리아와의 아들로 처음부터 신성이 있었던 것은 아니며 세례를 받을 때 예수가 되었다며 바울의 설에 나오는 동정녀 탄생과 그리스도의 신성을 부정한다.

## 8세기 양자론 논쟁
8세기 북스페인에서 양자적 그리스도론(양자론)이 득세하면서 톨레도 대주교 엘리반투스와 우르헬(Urgel)의 주교 펠릭스가 예수는 인간이고 신의 양자가 됐다는 설을 주창했다. 이슬람교·신학자로부터 삼위일체설을 혹독하게 비판받았기 때문인 듯하다. 794년 프랑크푸르트 교회 회의에서 아르퀸이 주장하는 정통 교의에 패했다.

## 아벨라르
12세기 신학자 아벨라르가 주창한 삼위일체설은 일위신론·신양자론으로서 이단을 선언받았다. 그러나 실제 아벨라르의 사상에서는 곡해됐으며 삼위일체를 이성적으로 해석하려 했다는 사실 자체가 비난을 받은 것으로 알려졌다.

## 같이 보기
- 단일신론
- 아리우스주의
- 이위일체론
- 필립 샤프

## 참고 문헌
- 『初代教会史論考』園部不二夫著作集<3>、キリスト新聞社、1980年12月。